# برج بابکا
برج بابکا (انگلیسی: Babka Tower) ساختمان مسکونی ۲۸ طبقه مستقر در شهر ورشو، لهستان است، که در سال ۲۰۰۱ احداث گردید.